# Чертагани
Чертага́ни (рос. Чертаганы, чув. Чартакан) — присілок у складі Шумерлинського району Чувашії, Росія. Входить до складу Торханського сільського поселення.
Населення — 55 осіб (2010; 100 у 2002).
Національний склад:
- чуваші — 100 %